# Mittelschaeffolsheim
Mittelschaeffolsheim é uma comuna francesa na região administrativa de Grande Leste, no departamento Baixo Reno. Estende-se por uma área de 2,64 km². Em 2010 a comuna tinha 581 habitantes (densidade: 220,1 hab./km²).